# Patrick Simmons
Patrick Simmons, né le 19 octobre 1948 à Aberdeen (Washington), est un musicien américain principalement connu comme membre fondateur du groupe de rock The Doobie Brothers. Il a été le seul membre régulier du groupe tout au long de leur existence. Patrick Simmons a écrit et chanté de nombreuses chansons pour les Doobie Brothers, dont South City Midnight Lady, Dependin' On You, Echoes of Love, Wheels of Fortune et Black Water, le premier single du groupe à atteindre la première place du Billboard Hot 100. 
Il a été intronisé au Rock and Roll Hall of Fame en tant que membre des Doobie Brothers en 2020.

## Discographie

### Solo
Albums
- 1985 : Arcade
- 1995 : Take Me to the Highway

Singles
- 1983 : So Wrong
- 1983 : Don't Make Me Do It